# 南京脑科医院
南京脑科医院（原江苏省精神卫生中心），是中华人民共和国江苏省的一所医院，为三级甲等医院，位于南京市鼓楼区广州路264号。

## 规模
医院占地面积4.2万平米，设有床位逾千张，职工千余人，年门诊量近60万人次，年收住院病人1.3万人次。在建的22层精神卫生中心大楼，将于2013年落成，届时医院的床位数将达到1700余张。医院整体实力保持在全国前列，复旦大学医院管理研究所推出的《2011年度中国医院排行榜》中，南京医科大学附属脑科医院综合实力排名第81位，其中精神科在《最佳专科声誉排行榜》位列全国第6位。

## 文化
因原精神卫生中心位于随家仓附近，因此南京话中的随家仓亦有精神病的意思。“随家仓”地名来源于小仓山和随园。